# 桜木つぐみ
桜木 つぐみ（さくらぎ つぐみ、2月3日 - ）は、日本の女性声優。クロコダイル所属。三重県桑名市出身。愛称はつぐみん。

## 来歴・人物
日本ナレーション演技研究所名古屋校研修科卒業。2018年8月30日に声優事務所クロコダイルに預かりとして所属となった。2020年12月1日付けで準所属になった。2021年3月時点では声優活動と並行して看護師としても勤務。2023年4月1日付けで正所属となった。
- 趣味は、料理、Twitter、釣り[6]
- 特技はTwitter、看護、激辛、暗記、血液浄化、心電図[6]
- 自主制作番組『リアル新人声優育成番組GUE! 桜木つぐみのさくら前線上昇中*』を毎週日曜22時からSHOWROOMにて生配信していた[要出典]。
- 本渡楓は養成所時代の同期としている[7]。

## 出演
太字はメインキャラクター。※はインターネット配信。

### テレビアニメ
2020年
- 邪神ちゃんドロップキック'（雲地空太）
- 九藏猫窩（2020年 - 2021年、小沐、玄米玄、阿晴） - 2シリーズ

2022年
- 理系が恋に落ちたので証明してみた。r=1-sinθ（女子B、アナウンス）
- 惑星のさみだれ（看護師）

2025年
- もめんたりー・リリィ（高台寺えりか）
- メダリスト（女生徒）

### 劇場アニメ
- ミルクのケビン THE MOVIE（2021年、醍醐タケル [16]）

### ゲーム
2019年
- ヘルプ!!!恋が丘学園おたすけ部（天宮花）
- ホップステップジャンパーズ（ミーシャ、カノン）

2020年
- ヴィーナススクランブル（ヘスティア）
- 戦乱のサムライキングダム（鬼庭左月斎）
- 東京コンセプション（双子童子小雨）
- Panty Party（魔女パンツ）

2021年
- Forward to the Sky（Nintendo Switch版）（魔女/クリスタル）
- 黒騎士と白の魔王（フラウロス）
- ガールズ X バトル2（后羿）
- 少女廻戦（公孫瓚、吉平、伏寿）
- ゴエティアクロス（アレボリト）
- 英雄伝説 黎の軌跡（ホロウコア(Vine)、女性アナウンス）

2022年
- インディゴ7（ヴァンプ）
- 英雄伝説 黎の軌跡 II -CRIMSON SiN-（ミラベル・アールトン）

2023年
- イースX -NORDICS-（イルナ）

2024年
- モンスターストライク（冷艶鋸）

### ドラマCD
- 異世界女子高の非日常な日常シリーズ（2019年 - 2022年、クルル[34][35][36]） - 3作品
- Warnder World（2021年、花奏ユウ[37]）
- プラ研REBOOT（2021年、古潭ここ[38]）
- パペットカルテット（2022年、小糸マチ[39]）

### デジタルコミック
- 異世界征服記〜不遇種族たちの最強国家〜（2022年 - 2023年、エルフ少女[40][41]）
- アラサーママの私でいいの？（2023年、白石華乃[42]）
- ざーこざこざこざこ先生（2023年、湯津上千華）※穂村詩乃から交代
- 貸した魔力は【リボ払い】で強制徴収〜用済みとパーティー追放された俺は、可愛いサポート妖精と一緒に取り立てた魔力を運用して最強を目指す。〜（2023年 - 2024年、エムピー[43][44]）
- 嘘婚ロマン 契約結婚のはずなのに、クールな旦那様に溺愛されています（2023年、料亭の女将、ナレーション[45]）
- 幸運王子と不運令嬢が相殺結婚したら溺愛が始まりました（2024年、ジャクリーン[46]）
- 身代わりロマンチカ 政略結婚相手に溺愛されてしまいました!（2024年、黒田律[47]）

### テレビ番組
- オードリーさん、ぜひ会ってほしい人がいるんです。「声に緊張感がない看護師」[48]（中京テレビ 2017年1月）
- どぶから龍（ケーブルテレビ品川 2020年2月）
- 徳井青空と絵夢アリスのディナーSHOWROOM（SHOWROOM※ 2020年6月[49]）
- 黒騎士と白の魔王４周年直前SP（SHOWROOM※ 2021年4月[50]）

### ラジオ番組
- NHKラジオ「ホンネでみえトーク」
- 東海ラジオ放送 「絵守未來と稲川英里のライバーシティへようこそ！」
- 渋谷クロスFM「J Cross Style」[51]
- TBSラジオ「TALK ABOUT しんくみバンク presents ハートウォーミングストーリー」[52]

### ナレーション
- ケーブルテレビ品川 「しながわEYE」
- #きとキュン♡トラベラー with T （2021年1月[53] - 2022年3月30日）
- BSJapanext「よかたび」（2022年3月31日 - ）
- 「ふわり愛」（2022年4月 - ）

### オーディオブック
- LisBo「純少女（ピュア・ガール）」（2021年、朗読[54][55]）

### 舞台
- キミに贈る朗読会 「VOICEinBOX～声優さん、出番です～」 Vol.14（2025年4月13日、MsmileBOX渋谷[56][57]）

## ディスコグラフィ

### キャラクターソング
| 発売日        | 商品名             | 歌                 | 楽曲                   | 備考                                                         |
| ------------- | ------------------ | ------------------ | ---------------------- | ------------------------------------------------------------ |
| 2021年6月28日 | Forward to the Sky | 魔女（桜木つぐみ） | 「Forward to the Sky」 | Nintendo Switch版フォワード・トゥ・ザ・スカイ エンディング曲 |

## ライブ・イベント

### 合同ライブ
| 出演日        | タイトル                                       | 会場                    | 備考                               |
| ------------- | ---------------------------------------------- | ----------------------- | ---------------------------------- |
| 2020年2月15日 | Dream Voice vol.11 supported by 声優グランプリ | mismatch 池袋（東京都） | つぐぽえ（桜木つぐみ、詩月かりん） |

## その他
- 絵守未來公式コスプレイヤー[60]